# 摩登天空音乐节
摩登天空音乐节是每年在北京举行的一个大型露天摇滚现场音乐节，由摩登天空公司主办。
第一届摩登天空音乐节于2007年10月2日至10月4日在北京海淀公园上演。其设有4个舞台，邀请到了超过120组乐队艺人参演，其中不乏一线明星，如中国国内的新裤子，后海大鲨鱼，PK14，Joyside，The Noname,港台的My Little Airport，陳珊妮，当年快乐男声冠军陈楚生，以及美国的Yeah Yeah Yeahs等等。